# Хуяньді
Хуяньді (кит.: 壺衍鞮; д/н — 67 до н. е.) — 9-й шаньюй держави хунну у 85—67 роках до н. е.

## Життєпис
Стосовно батька є суперечності: за одними відомостями ним був шаньюй Хулугу, за іншими східний гулі-вана (ймовірний син останнього), відповідно до чого Хуяньді був онуком Хулугу. Після смерті того 85 року до н. е. внаслідок змови Чжуанку, яньчжі (дружини) Хулугу, та сановників Хуяньді отримав владу. Протягом усього панування вимушений був рахуватися з сановниками й яньчжі.
Він спробував відновити мирні перемовини з ханським імператором Лю Фуліном, проте без успіху. Проти шаньюя виникла змова на чолі зі східним тукі-ваном і західним гулі-ваном. Князь Сючу розкрив змову, але сам був звинувачений у зраді. В результаті шаньюй не повірив йому, внаслідок чого виник конфлікт з князями, які поїхали з ставки шаньюя і стали правити в своїх володіннях. Цим було закладено підвалини розпаду держави хунну.
У 83 році дон. е. хунну напали на командирство Дайгюнь, де захопили багато здобичі. У 80 році до н. е. сановник Вей Люнь (китайський перебіжчик) у протистоянні з яньчжі Чжуанку вирішив об'єднати усіх китайців, що мешкали в ставці шаньюя. В свою чергу послів яньчжі повернула китайських послів Су У і Ма Хуна, що трималися як заручники в поселеннях хунну, до імператора з пропозицією визнати зверхність Хань. Втім в цей час шаньюй відправив 200 тис. вояків захопити прикордонні командорства, але його армія зазнала поразки.
У 79 році до н. е. з військом 9 тис. взяв в облогу Шофан в Ордосі. В цей час східний гулі-ван (молодший брат шаньюя) склав змову, але раптово помер 78 році до н. е. У тому ж році Хуяньді спробував захопити прикордонні фортеці Жіле, Улан, Фаньхо, але зазнав поразки
У 77 році до н. е. військо хунну напало сплюндрувало командорство Ууюань. У цей час повстали ухуань на північному сході, які розграбували кургани шаньюїв. У відповідь шаньюй завдав ухуаням рішучої поразки, встигши повернутися до вторгнення ханської армії, що спробувало захопити ставку. Тому Мін Ю, китайський генерал, виступив проти ухуанів.
У 74 році до н. е. Хуяньді напав на усунь, васалів імперії Хань, але після перших успіхів не зміг здолати супротивника. У 72 році дон. е. 5 ханським армій загальним числом 160 тис. кінноти рушили на ставку шаньюя. Водночас 50 тис. усунь виступили проти хунну. Дізнавшись про таке силу ворогів, хунну розбіглися. Біля річки Кулі китайці полонили 700 хунну і 10 тис. голів худоби, в Хуушань — 100 хунну і 2 тис. коней, біля річки Даньюйу завдано поразки хунну, які втратили вбитими 1 тис. вояків. Усунь спільно з однією з китайських армій вони завдали поразки східному гулі-вану, захопили тестя Хуяньді, невістку, ліу-вана, 39 тис. полонених вояків і 700 тис. голів худоби. Втім нерішучі дії очільників 2 інших армій врятувало ставку шаньюя.
71 року до н. е. Хуяньді спробував завдати удар усунь, але військо потрапило у заметіль, де загинула десята
частина вояків. Держава хунну суттєво послабла (до цього додався голод й морози), чим скористалися залежні племена — дінлін на півночі, ухуань на сході, що повстали. До них додалися загони усунь й ханьців, що 70 року до н. е. взнову вдерлися до хунну. З великими труднощами Хуяньді вдалося відбитися від усіх, втративши 1/3 усіх хунну. Він помер на початку 67 року до н. е. Йому спадкував брат Сюйлюй-Цюаньцюй.